# بطولة باوليستا 1972
بطولة باوليستا 1972 هو موسم من بطولة باوليستا. أشرف على تنظيمه اتحاد باوليستا لكرة القدم ‏، وكان عدد الأندية المشاركة فيه 18، وفاز فيه نادي بالميراس. كان تونينيو غيريرو من نادي ساو باولو هدّاف البطولة.